# Tipula (Triplicitipula) pubera
Tipula (Triplicitipula) pubera is een tweevleugelige uit de familie langpootmuggen (Tipulidae). De soort komt voor in het Nearctisch gebied.